# EDSAC
Electronic Delay Storage Automatic Calculator (EDSAC) var en tidlig britisk computer. Maskinen var inspireret af John von Neumanns publicerede rapport om EDVAC (The first draft of a Report on the EDVAC) og blev konstrueret af Maurice Wilkes og hans team ved University of Cambridge Mathematical Laboratory i England. EDSAC var den første elektroniske computer med mulighed for lagring af programmer (og kørsel af disse naturligvis).
Senere blev projektet støttet af J. Lyons & Co Ltd, et britisk firma, der blev belønnet med den første kommercielt anvendte computer, LEO I, baseret på EDSAC's design. EDSAC kørte sine første programmer den 6. maj 1949, da den beregnede en tabel af kvadrater og en liste af primtal.
| Hardware | Spire Denne artikel om computere og anden hardware er en spire som bør udbygges. Du er velkommen til at hjælpe Wikipedia ved at udvide den. |